# Olimpíada de l'Epir
|  | No s'ha de confondre amb Olímpia de l'Epir. |

Olimpíada (grec antic: Ολυμπιάς, llatí: Olympias) va ser una princesa del Regne de l'Epir, filla del rei Pirros.
Es va casar amb el seu propi germà Alexandre II de l'Epir a la mort del qual l'any 242 aC va assumir la regència del regne en nom dels dos fills menors Pirros II i Ptolemeu de l'Epir i per reforçar-se contra els etolis va donar la seva filla Ftia en matrimoni a Demetri II de Macedònia. Aquesta aliança li va permetre continuar amb la regència fins que el seu fill Pirros va arribar a la majoria d'edat. La mort dels seus fills, primer Pirros i després Ptolemeu, li va causar la seva pròpia mort per pena. Aquesta és la versió de Justí. Però Ateneu de Nàucratis diu que va ser enverinada per Pirros II en revenja perquè havia fet matar una dama de Lèucada de nom Tigris a qui Pirros estimava.